# Thecla forsteri
Thecla forsteri är en fjärilsart som beskrevs av Teiso Esaki och Shirôzu 1948. Thecla forsteri ingår i släktet Thecla och familjen juvelvingar. Inga underarter finns listade i Catalogue of Life.